# Lough Talt
Il Lough Talt (in gaelico irlandese Loch Tailt) è un lago glaciale situato sui Monti Ox nella contea di Sligo, Irlanda. Il lago è collocato tra i villaggi di Tubbercurry e Bonniconlon lungo la R294 road. Il Lough Talt fa parte della Lough Hoe Bog Special Area of Conservation, un'area protetta di torbiera e laghi oligotrofici.
Lough Talt è il più ampio dei laghi facenti parti della citata area protetta di Lough Hoe Bog. Di origine glaciale, è sito a 130 metri (430 ft) sul livello del mare ed ha una profondità massima di 40 m (130 ft) Ha una superficie di circa 1 km² (0,39 mi²).
Il lago presenta due isole artificiali, inquadrabili come crannog.
Presenta un emissario che prende il nome proprio dal lago, il Lough Talt River che confluisce successivamente nel fiume Moy.

## Sentieri
Il Lough Talt presenta un sentiero che costeggia il lago lungo complessivamente 5.5 km. Il sentiero rientra nel percorso del Sligo Way, un sentiero di 80 km che parte proprio dal Lough Talt per terminare a Dromahair.

## Fornitura idrica
Le acque del Lough Talt costituiscono la principale fonte di acqua potabile dell'area meridionale della contea di Sligo, tra cui rientrano anche i villaggi di Tubbercurry e Ballymote. L'acqua è trattata in un depuratore vicino al lago prima di essere inviata alla rete idrica.